# Rodolfo Bodipo
Rodolfo Bodipo Díaz, meglio noto come Rodolfo Bodipo (Dos Hermanas, 25 ottobre 1977), è un allenatore di calcio ed ex calciatore spagnolo naturalizzato equatoguineano, di ruolo attaccante.

## Carriera

### Nazionale
Ha deciso di giocare nella nazionale equatoguineana e, con la maglia equatoguineana, ha disputato due partite del girone di qualificazione per Germania 2006, entrambe contro il Togo.